# Хлористая кислота
Хло́ристая кислота́ (лат. Acidum chlorosum, HClO2) — одноосновная кислота средней силы. Соответствующие соли — хлориты.

## Свойства
Хлористая кислота НClO2 в свободном виде не выделена, существует лишь в разбавленном бесцветном водном растворе, в котором быстро разлагается:
{\displaystyle {\mathsf {4HClO_{2}\rightarrow HCl+HClO_{3}+2ClO_{2}+H_{2}O}}}
Ангидрид этой кислоты неизвестен.
Проявляет окислительные свойства, образуя хлор с концентрированной соляной кислотой:
{\displaystyle {\mathsf {HClO_{2}+3HCl\rightarrow 2Cl_{2}\uparrow +2H_{2}O}}}
Может окислиться перманганатом калия в кислой среде:
{\displaystyle {\mathsf {5HClO_{2}+3H_{2}SO_{4}+2KMnO_{4}\rightarrow 5HClO_{3}+2MnSO_{4}+K_{2}SO_{4}+3H_{2}O}}}

## Получение
Раствор кислоты получают из её солей — хлоритов, образующихся в результате взаимодействия диоксида хлора ClO2 со щёлочью:
{\displaystyle {\mathsf {2ClO_{2}+H_{2}O_{2}+2NaOH\rightarrow 2NaClO_{2}+O_{2}+2H_{2}O}}}
А также по реакциям:
{\displaystyle {\mathsf {Ba(ClO_{2})_{2}+H_{2}SO_{4}\rightarrow BaSO_{4}\downarrow +2HClO_{2}}}}
{\displaystyle {\mathsf {Pb(ClO_{2})_{2}+H_{2}SO_{4}\rightarrow PbSO_{4}\downarrow +2HClO_{2}}}}
Соли хлористой кислоты называются хлоритами, они, как правило, бесцветны и хорошо растворимы в воде. В отличие от гипохлоритов, хлориты проявляют выраженные окислительные свойства только в кислой среде. Из солей наибольшее применение имеет хлорит натрия NaClO2, применяемый для отбелки тканей и бумажной массы. Хлорит натрия получают по реакции:
{\displaystyle {\mathsf {2ClO_{2}+PbO+2NaOH\rightarrow PbO_{2}\downarrow +2NaClO_{2}+H_{2}O}}}
Безводный NaClO2 взрывается при ударе и нагревании; воспламеняется при контакте с органическими веществами, резиной, бумагой и т. д.